# Lauren Cohan

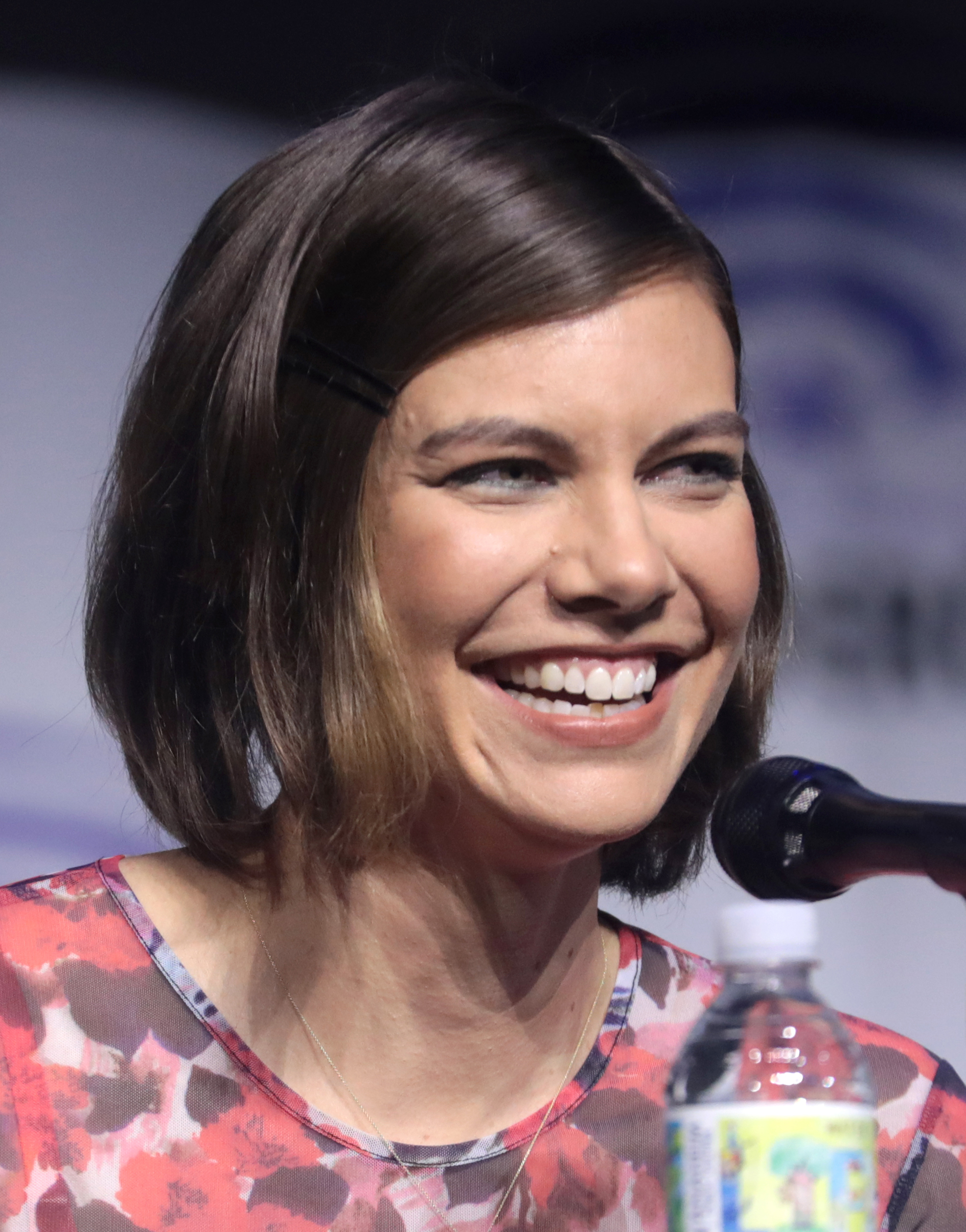
Lauren Cohan (2023)

Lauren Cohan (* 7. Januar 1982 in Philadelphia, Pennsylvania) ist eine US-amerikanisch-britische Schauspielerin, die vor allem durch die Rolle der Maggie Greene in der Fernsehserie The Walking Dead – welche sie in zehn Staffeln (2011–2022) verkörperte – bekannt wurde.

## Leben und Karriere
Lauren Cohan wurde in Philadelphia geboren und lebte in Cherry Hill Township, New Jersey, bevor sie ins Vereinigte Königreich zog, woher ihre Mutter stammt. Sie studierte dort an der Universität von Winchester Drama und englische Literatur. Danach ging sie mit der dort mitbegründeten Theatergruppe auf Reise und arbeitete an verschiedenen Projekten in London und Los Angeles.
Cohans erste größere Rolle war Schwester Beatrice an der Seite von Heath Ledger und Sienna Miller in Casanova (2005). Danach bekam sie eine tragende Rolle in dem Film Party Animals 2 – Die Legende geht weiter. Daraufhin folgten einige Gastrollen in verschiedenen Fernsehserien, so in Supernatural als Bela Talbot, in Vampire Diaries als Rose und in Chuck als Vivian Volkoff. Von 2011 bis 2022 gehörte sie als Maggie Greene zur The-Walking-Dead-Besetzung und mimt diese Rolle seit 2023 abermals im Spin-off The Walking Dead: Dead City. 2016 war sie im Kino als Martha Wayne in Batman v Superman: Dawn of Justice an der Seite ihres The-Walking-Dead-Kollegen Jeffrey Dean Morgan zu sehen.

## Filmografie (Auswahl)
- 2005: The Quiet Assassin
- 2005: Casanova
- 2006: Party Animals 2 – Die Legende geht weiter (National Lampoon’s Van Wilder: The Rise of Taj)
- 2007: Reich und Schön (The Bold and the Beautiful, Fernsehserie, Episode 1x4986)
- 2007: Young Alexander the Great
- 2007–2008: Supernatural (Fernsehserie, 6 Episoden)
- 2008: Valentine (Fernsehserie, Episode 1x01)
- 2008: Float
- 2009: Life (Fernsehserie, Episode 2x20)
- 2010: Modern Family (Fernsehserie, Episode 2x05)
- 2010: CSI: NY (Fernsehserie, Episode 6x13)
- 2010: Young Alexander the Great
- 2010: Death Race 2
- 2010: Cold Case – Kein Opfer ist je vergessen (Cold Case, Fernsehserie, Episode 7x16)
- 2010: Previously on Point Dume (Kurzfilm)
- 2010: Practical (Kurzfilm)
- 2010–2012: Vampire Diaries (The Vampire Diaries, Fernsehserie, 6 Episoden)
- 2011: Heavenly (Fernsehfilm)
- 2011: Chuck (Fernsehserie, 5 Episoden)
- 2011–2022: The Walking Dead (Fernsehserie, 103 Episoden)
- 2012: Law & Order: Special Victims Unit (Fernsehserie, Episode 14x18)
- 2012: Childrens Hospital (Fernsehserie, Episode 4x07)
- 2014: Archer (Fernsehserie, 4 Episoden, Stimme von Juliana)
- 2014: Tim and Eric’s Bedtime Stories (Fernsehserie, Episode 1x03)
- 2014: Reach Me
- 2016: The Boy
- 2016: Batman v Superman: Dawn of Justice
- 2016: The Mindy Project (Fernsehserie, 2 Episoden)
- 2017: Robot Chicken (Fernsehserie, Episode 9x0, Special, Stimme von Maggie Greene)
- 2017: All Eyez on Me
- 2018: Duck: A Film by Kevin Bacon (Kurzfilm)
- 2018: Mile 22
- 2019: Whiskey Cavalier (Fernsehserie, 13 Episoden)
- 2020: Tom Petty: Something Could Happen (Kurzfilm)
- 2021: Invincible (Fernsehserie, Episode 1x01, Stimme von War Woman)
- 2022: Catwoman – Hunted (Stimme von Julia Pennyworth)
- 2023: Invincible – Atom Eve (Fernsehfilm, Stimme von War Woman)
- seit 2023: The Walking Dead: Dead City (Fernsehserie)
- 2024: Götterdämmerung (Twilight of the Gods, Fernsehserie, 2 Episoden, Stimme von Bog Woman und Inge)
- 2025: When I'm Ready

## Videospiel
- 2014 Destiny (Synchronisation von Exo Stranger)